# كفر نان
كفر نان قرية في ناحية مركز الرستن التابعة لمنطقة الرستن في محافظة حمص في سورية.